# 庾姓
庾姓為漢字姓氏之一，據《百家姓考略》一書引證：「庾姓當以官為氏。」
庾姓是一個相當古老、歷史悠久的姓氏，隨時代變遷而散居在中國各省市，但在中國大陸和台灣都沒有列入姓氏前100位，《百家姓》也沒有列入。

## 起源
出自顓頊高陽氏，相傳帝堯時就有掌庾大夫，夏、商、周三代，皆有司倉庫稟庾之職，周朝時，管理糧倉的官員叫「庾廩」，因為世代以此官職而有功，被賜予庾為姓，其子孫後代亦以官名為氏，相傳姓庾。
少數民族庚姓，後多漢化，改姓「康」或「庾」。

## 郡望
- 潁川郡，即今河南省禹縣。秦置，今河南舊許州、陳州、汝寧、汝州諸府州以及禹縣至陽武各縣皆是。
- 新野郡

《廣韻》：「出潁川、新野二望，本自堯持為庾大夫，因氏焉。」

## 延伸阅读
[在维基数据编辑]
 《百家姓》
 《欽定古今圖書集成·明倫彙編·氏族典·庾姓部》，出自陈梦雷《古今圖書集成》